# Benet Brell i Clos

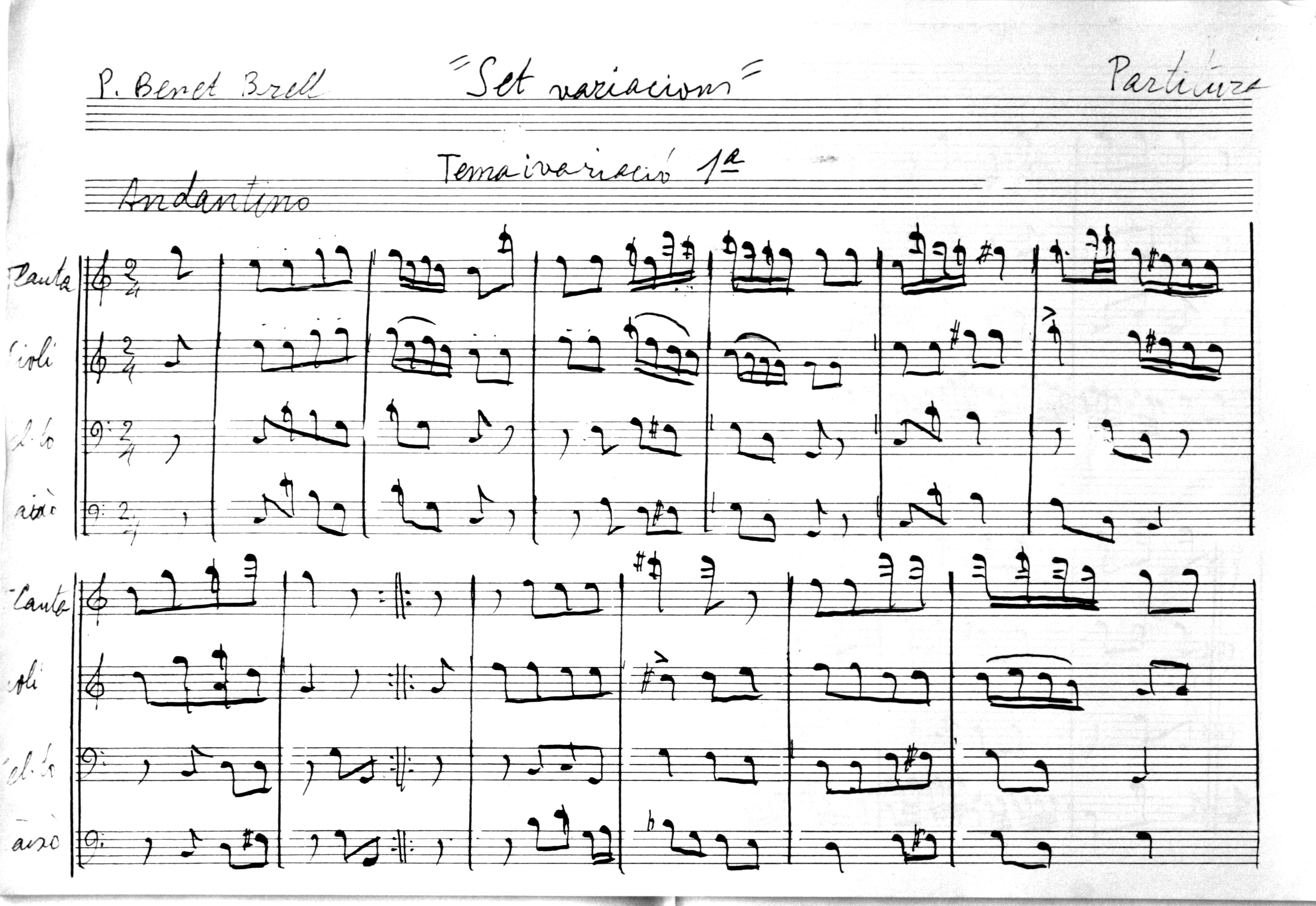
Primera pàgina de la partitura del Tema i set variacions per a flauta, violí, violoncel i baixó de Benet Brell

Benet Brell i Clos (Barcelona, 1786 - Montserrat, 1850) fou un mestre de capella, compositor, organista i monjo benedictí català de la primera meitat del segle xix.
Fill de fabricants de mitges del barri i parròquia Santa Maria del Mar, va ser batejat amb el nom d'Antonio.
Als 10 anys va ingressar a l'Escolania de Montserrat allí va rebre lliçons de música de Narcís Casanoves i d'Anselm Viola. L'any 1803 ingressà al monestir com a monjo. Les seves primeres composicions daten de l'any següent. La Guerra del Francès aturar els estudis eclesiàtics i musicals. Després de la guerra, es destacà per la tasca de restauració de l'escolania juntament amb el pare Boada, i de reconstrucció de l'arxiu musical, a la qual cosa col·laborà amb molta obra pròpia, tant de caràcter litúrgic com per a l'estudi dels escolans (obres per a piano).
Des del 1828 fou mestre d'escolans, tasca que es va veure interrompuda per la desamortització l'any 1835; la part més important de la seva producció de música vocal data d'aquest període.
En vida fou molt valorat com a intèrpret per la seva nitidessa i com a hàbil improvisador a l'orgue i per les seves composicions, que inclouen abundant música instrumental: simfonies per a orquestra, minuets, sonates, versets per a orgue, valsos. La major part de les seves obres es conserven a l'arxiu de l'Escolania de Montserrat. També se'n conserven als fons musicals de la catedral-basílica del Sant Esperit de Terrassa (TerC), fons de l'església parroquial de Sant Pere i Sant Pau de Canet de Mar (CMar) i fons de la basílica de Santa Maria de Castelló d'Empúries (CdE).
Tot i l'època en què va viure, el seu estil és plenament clàssic, amb clara influència de l'escola vienesa, escola que coneixia bé perquè va comprar simfonies de Haydn per l'escolania, la seva escriptura és elegant y amb melodies agradables, encara que té elements propis del Romanticisme més primerenc.

## Llibres
- 6 Sonates per piano
- 8 Sonates per piano de segon curs
- Tema amb variacions